# Yūko Sano
Pour les articles homonymes, voir Sano (homonymie).
Yūko Sano (佐野 優子, Sano Yūko) est une ancienne joueuse de volley-ball japonaise née le 26 juillet 1979 à Takatsuki, Préfecture d'Ōsaka. Elle mesure 1,58 m et jouait au poste de libéro. Elle a totalisé 186 sélections en équipe du Japon. Elle a terminé sa carrière en mai 2015.

## Biographie
Avec l'équipe du Japon de volley-ball féminin, elle est médaillée de bronze olympique en 2012 à Londres.

## Clubs
| Club                 | De        | À         |
| -------------------- | --------- | --------- |
| Unitika Phoenix      | 1998-1999 | 1999-2000 |
| Toray Arrows         | 2000-2001 | 2002-2003 |
| RC Cannes            | 2004-2005 | 2005-2006 |
| Hisamitsu Springs    | 2006-2007 | 2009-2010 |
| İqtisadçı VK         | 2010-2011 | 2011-2012 |
| Galatasaray İstanbul | 2012-2013 | 2012-2013 |
| VBC Voléro Zurich    | oct 2013  | nov 2013  |
| Denso Airybees       | jan 2014  | 2014-2015 |

## Palmarès

### Équipe nationale
- Jeux olympiques
  -  2012 à Londres.
- Championnat du monde
  - Troisième : 2010.
- Grand Prix Mondial
  - Finaliste : 2014.

### Clubs
- Championnat de France (2)
  - Vainqueur : 2005, 2006
- Coupe de France
  - Vainqueur : 2005, 2006
- V Première Ligue Japon (1)
  - Vainqueur : 2007
- Coupe de l'Impératrice (1)
  - Vainqueur : 2009

### Distinctions individuelles
- Ligue des Champions de volley-ball féminin 2005-2006: Meilleure libero.
- Championnat féminin AVC des clubs 2007: Meilleure réceptionneuse.
- Championnat d'Asie et d'Océanie de volley-ball féminin 2007: Meilleure réceptionneuse.
- Grand Prix Mondial de volley-ball 2008: Meilleure libero[1].
- Coupe du monde de volley-ball féminin 2011: Meilleure défenseur.
- Ligue des champions de volley-ball féminin 2012-2013: Meilleure réceptionneuse.
- Championnat du monde des clubs de volley-ball féminin 2013: Meilleure libero.
- Grand Prix mondial de volley-ball 2014 : Meilleure libero et MVP[2].